# 森の木児童合唱団
森の木児童合唱団（もりのきじどうがっしょうだん）は、1979年に童謡歌手である川田正子によって設立された合唱団。2008年に解団した。

## 経緯
1979年に川田正子の母・須摩子が病に倒れたことを機に、童謡作家の海沼實が創設した音羽ゆりかご会の会員を引き連れて森の木児童合唱団を創立した。最初は名前がなく、レコード収録の時に『川田正子児童合唱団』という仮名にしていた。2006年1月22日に川田正子が虚血性心不全で亡くなった後、2008年に解団した。現在は、ことのみ児童合唱団として活動中。
由来は『一人一人に個性があって、それがハーモニーになれば、もっと大きな何かを生み出す。ちょうど樹木が集まって大きな木になるように。そうだ「森の木」はどうだろう』と川田が考案した。

## ディスコグラフィ

### シングル
- んちゃ!DEチャ・チャ・チャ（1994年03月21日 発売）
- わたし歌手になりましたよ（1984年11月21日発売、歌・浦辺粂子、テイチク・RE-651; CDアルバム「やっぱり宴会! コミックソング」TECE-25967に収載）

### アルバム
- SYVALION -G.S.M. TAITO 3-／ZUNTATA  （1989年01月11日 発売）
- きかせてあげたい  （1990年05月21日 発売）
- 「それいけ！アンパンマン／リリカル★マジカルまほうの学校」オリジナル・サウンドトラック  （1994年07月01日 発売）
- コーラス・ミュージカル「虹色の夢」 (1991年10月10日 発売)
- モチモチの木～コーラス・ミュージカル  （1994年10月01日 発売）
- コーラス・ミュージカル　トラップ一家物語  （1995年09月09日 発売）
- 「それいけ！アンパンマン／リリカル★マジカルまほうの学校」オリジナル・サウンドトラック  （1998年06月21日 発売）
- 愛の贈りもの ～浜辺の歌・紅葉～（1999年08月21日 発売）
- 中田喜直　童謡の世界（2000年08月19日 発売）
  - めだかの学校
- pop'n music 6 original soundtrack　(2001年6月27日 発売)
  - ヤッターマンの歌
- pop'n music 11 AC CS pop'n music 9　(2004年07月22日 発売)
  - アンパンマンのマーチ
  - ムーミンのテーマ - 山岸愛弥己(森の木児童合唱団)名義
- V-RARE SOUND TRACK 11　(2005年07月21日 発売)
  - 僕の飛行機
- pop'n music 13 カーニバル AC CS pop'n music 11 (2006年2月1日 発売)
  - パレード
- ドラガオじゃんけん(2018年3月7日 発売)
- アニメ「ドラえもん」挿入歌「夢をきかせて CV.水田わさび」「ドラえもんードラガオじゃんけん」収録

### CM・映画・みんなのうた
CM
- ジョンソン ガラス&ホーム「母さんそうじが大きらい」編

映画
- 「甦れ!ウルトラマン」主題歌：「ウルトラマンの歌」
- 「美少女戦士セーラームーンSuperS セーラー9戦士集結!ブラック・ドリーム・ホールの奇跡」挿入歌：「三時の妖精」

みんなのうた
- ふたりで半分こ
- エプロン・ヒーロー：大澤希佳のみ
- 世界を結ぼう
- 父さんのつくった歌：市場衛のみ
- とんぼの思い出
- お地蔵さんロンド
- 旅立ちのうた
- ファンタ爺さんのうた
- 花の海
- シアワセのヨッチョレヨ！！：「ことのみ児童合唱団」名義